# Tschechische Badminton-Mannschaftsmeisterschaft 2020
Die Tschechische Badminton-Mannschaftsmeisterschaft der Saison 2019/2020 gewann das Team von BK 1973 Deltacar Benátky nad Jizerou.

## Hauptrunde
| Platz | Team                                 | Punkte | Spiele | G | U | V | Spielpunkte |   |    | Sätze |   |    | Bälle |   |      |
| ----- | ------------------------------------ | ------ | ------ | - | - | - | ----------- | - | -- | ----- | - | -- | ----- | - | ---- |
| 1     | BK 1973 Deltacar Benátky nad Jizerou | 28     | 7      | 7 | 0 | 0 | 48          | - | 8  | 99    | - | 32 | 2592  | - | 2015 |
| 2     | Sokol Radotín Meteor Praha           | 25     | 7      | 6 | 0 | 1 | 43          | - | 14 | 93    | - | 33 | 2435  | - | 1903 |
| 3     | BA Plzeň                             | 19     | 7      | 4 | 0 | 3 | 26          | - | 33 | 61    | - | 74 | 2398  | - | 2524 |
| 4     | Badminton FSpS MU                    | 19     | 7      | 4 | 0 | 3 | 23          | - | 34 | 50    | - | 76 | 1992  | - | 2312 |
| 5     | TJ Sokol Klimkovice                  | 13     | 7      | 2 | 0 | 5 | 26          | - | 32 | 61    | - | 74 | 2344  | - | 2455 |
| 6     | SK Stavos Brno Slatina               | 13     | 7      | 2 | 0 | 5 | 24          | - | 33 | 61    | - | 73 | 2322  | - | 2394 |
| 7     | TJ Montas Hradec Králové             | 13     | 7      | 2 | 0 | 5 | 23          | - | 34 | 60    | - | 75 | 2316  | - | 2493 |
| 8     | SKB Český Krumlov                    | 10     | 7      | 1 | 0 | 6 | 16          | - | 41 | 40    | - | 88 | 2120  | - | 2423 |